# 1893 au Québec
Cet article traite des événements survenus en 1893 au Québec. 

## Événements

### Janvier
- 5 janvier : Joseph-Israël Tarte, candidat libéral, remporte l'élection partielle fédérale de L'Islet[1].
- 12 janvier : ouverture de la deuxième session de la 8e législature (en), la première du gouvernement Taillon[2].
- 31 janvier : le trésorier John Smythe Hall annonce une suppression des subsides aux compagnies de chemin de fer lors de son discours du budget. Le déficit prévu pour l'année en cours est d'un peu plus de 300 000 $[3].

### Février
- 1er février : 
  - le conseiller législatif Thomas Chapais est nommé ministre sans portefeuille.
  - à l'Assemblée législative, une motion du député conservateur Joseph Peter Cooke (en) visant à abolir le Conseil législatif est battu de justesse par une seule voix, celle de l'orateur Pierre-Évariste Leblanc[2].
  - Alphonse Desjardins est élu maire de Montréal par un vote serré. Son adversaire, James McShane, demande un recomptage qui confirmera la victoire de Desjardins[4].
- 3 février : Honoré Mercier reprend son siège à l'Assemblée législative.
- 11 février : le plus ancien journal francophone au Québec, Le Canadien, cesse de paraître[5].
- 16 février : l'Assemblée législative adopte une loi renforçant les programmes de médecine et modifiant les jurés d'examen pour l'obtention de diplômes[6].
- 27 février : la session parlementaire est prorogée.

### Mars
- 4 mars : le Conseil législatif sanctionne la nouvelle Charte de Montréal, donnant à la ville un nouveau système de votation plus démocratique[7].
- 17 mars : le club AAA de Montréal remporte le championnat de hockey sur glace de l'AHAC et reçoit la première coupe Stanley de l'histoire.
- 20 mars : le journal L'Étendard cesse de paraître. Il avait été fondé par François-Xavier-Anselme Trudel en 1886[8].
- 27 mars : l'édifice du journal anglophone  The Herald  est détruit par un incendie à Montréal[9].

### Avril
- 4 avril : lors d'un discours au Parc Sohmer, l'ancien premier ministre Honoré Mercier déclare que le Canada ne doit plus rien à l'Angleterre. Selon lui, la Confédération a été imposée au Canada français dans un but hostile c'est-à-dire « dans l'espérance de le voir disparaître dans un avenir plus ou moins éloigné »[10].
- 21 avril : John Smythe Hall se rend en Europe afin d'obtenir un emprunt de 8 000 000 $[11].

### Mai
- 16 au 18 mai : l'Hôpital général de Québec fête son bicentenaire.
- 24 mai : un incendie détruit 12 maisons à Boucherville. La conflagration a débuté lorsqu'un pétard est tombé sur le toit d'une épicerie dans le centre du village. Le feu a pris d'énormes proportions à cause des vents violents. Sans l'aide des pompiers de Montréal, il semble que tout le village aurait été détruit. Les pertes sont évaluées à 40 000 $[12].
- 31 mai : le steamer Oregon est obligé de faire escale à Grosse-Île. Cinq personnes parmi les 600 passagers immigrants sont atteints de diphtérie[13].

### Juin
- 8 juin : l'asile de Longue-Pointe, nommé Villa Maria, et la maison-mère de la Congrégation Notre-Dame sont détruits par un incendie. Le pompier Pierre-Alexandre Dufour y meurt des suites de ses blessures[14].
- 23 juin : le gouvernement Taillon abolit la Cour des magistrats[8].
- 24 juin : le Monument national de Montréal est inauguré[14].

### Août
- 2 août : le dernier tronçon du chemin de fer du lac Saint-Jean est inauguré[15].

### Septembre
- 12 septembre : à Montréal, le premier ministre canadien John Thompson déclare qu'il n'a pas l'intention pour le moment de désavouer la loi manitobaine sur les écoles séparées. Il fait appel à la Cour suprême pour tenter de régler le litige[16].

### Octobre
- 21 octobre : lors d'une rencontre avec le premier ministre Louis-Olivier Taillon, les gens d'affaires de Montréal proposent de supprimer la taxe sur le commerce et de la remplacer plutôt par une taxe uniforme qui toucherait les districts ruraux[17].

### Novembre
- 8 novembre : le député de Sherbrooke, John McIntosh, est nommé ministre sans portefeuille[2].
- 9 novembre : ouverture de la troisième session de la 8e législature (en). Le discours du Trône déclare que le gouvernement mise sur le développement agricole pour faire progresser le Québec. Il annonce également une diminution des taxes dans un prochain avenir[18].

### Décembre
- 2 décembre : l'Hôpital Royal Victoria de Montréal est inauguré[19].
- 5 décembre : le discours du budget annonce que les diverses taxes sur le commerce sont remplacées par un impôt uniforme fixé à 6 % du loyer[20].
- 18 décembre : le Château Frontenac est inauguré à Québec[21].
- 28 décembre : Honoré Mercier fait un dernier discours émouvant en Chambre dans lequel il défend l'administration du gouvernement qu'il a dirigé[22].

## Naissances
- Alfred DeCelles (journaliste) († 1932)
- 8 janvier - Jean Désy (en) (diplomate) († 18 décembre 1960)
- 18 mars - Olivier Guimond, père (humoriste) († 9 octobre 1954)
- 19 mars - Jean-Louis Baribeau (homme d'affaires et homme politique) († 26 décembre 1975)
- 16 avril - Germaine Guèvremont (romancière) († 21 août 1968)
- 5 mai - Albini Lafortune (personnalité religieuse) († 8 novembre 1950)
- 11 août - Georges-Adélard Auger (barbier et homme politique) († 2 mai 1981)
- 27 septembre - Paul Earl (homme politique)(† 23 mai 1963)
- 12 octobre - George Hodgson (nageur olympique) († 1er mai 1983)
- 26 octobre - Joseph-Émile Perron (homme politique) († 19 décembre 1979)
- 25 novembre - Honoré Vaillancourt (chanteur) († 25 janvier 1933)
- 2 décembre - Robert Talbot (musicien) († 24 août 1954)
- 18 décembre : Adélard Turgeon , (politicien) († 14 novembre 1930)

## Décès
- 18 janvier - Michael Patrick Ryan (politicien) (º 29 septembre 1825)
- 18 février - George-Édouard Desbarats (inventeur et imprimeur) (º 5 avril 1838)
- 16 avril - Eugène Vadeboncœur (joueur de baseball) (º 5 septembre 1859) (décédé aux États-Unis)
- 3 juin - François-Xavier Archambault (avocat et homme politique)  (º 18 septembre 1841)
- 17 juillet - Antoine Racine (personnalité religieuse) (º 26 janvier 1822)
- 21 juillet - Stanislas Drapeau (journaliste) (º 28 juillet 1821)
- 4 août - Joseph-Guillaume Barthe (avocat, journaliste et homme politique)  (º 16 mars 1816)
- 19 septembre - Alexander Tilloch Galt (homme d'affaires et père de la confédération) (º 6 septembre 1817)
- 30 octobre - John Joseph Caldwell Abbott (ancien premier ministre du Canada) (º 12 mars 1821)
- 9 novembre - 
  - Henri Bernier (politicien) (º 6 juillet 1821)
  - Jean-Thomas Taschereau junior (homme de loi) (º 12 décembre 1814)
- 7 décembre - Rodolphe Laflamme (politicien) (º 15 mai 1827)